# Тревор МакНивен
Тревор МакНивен (англ. Trevor McNevan, также известен, как Teerawk, родился 17 июля 1978) — канадский музыкант и вокалист, автор песен групп Thousand Foot Krutch, FM Static, а также I AM THE STORM .
Его первой группой была Oddball, состоявшая из гитариста Дейва Смита, бас-гитариста Тима Бакстера и барабанщика Нила Сандерсона (сейчас играет в Three Days Grace). В 1995 году Oddball выпустили альбом Shutterbug, состоявший из двадцати семи песен, в которых они соединили хип-хоп и рок.
В 1997 году Тревор вместе с Дейвом Смитом создал группу Thousand Foot Krutch. На данный момент он является единственным оригинальным участником группы. К тому же, является двоюродным братом ударника Three Days Grace, Нила Сандерсона
Также МакНивен сопродюсер альбома Welcome to the Masquerade группы Thousand Foot Krutch и альбома My Brain Says Stop, But My Heart Says Go! группы FM Static.

## Thousand Foot Krutch
Основная статья: Thousand Foot Krutch

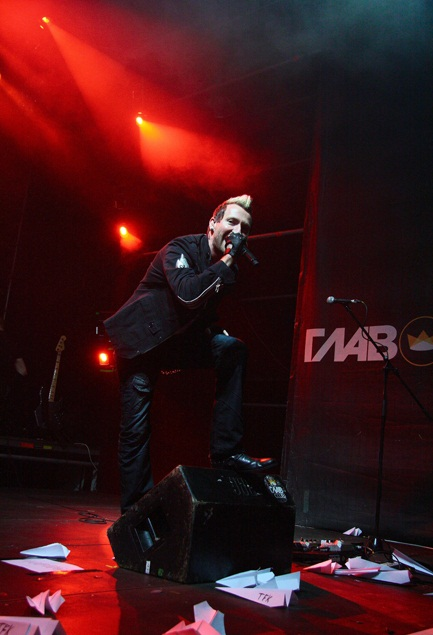
Тревор МакНивен на концерте в Санкт-Петербурге

Тревор был одним из основателей рок-группы со Стивом Августином Thousand Foot Krutch и они остаются оригинальными членами. Группа выпустила восемь студийных альбомов, а также концертный DVD.

## FM Static
Основная статья: FM Static
Поп-панк группа FM Static была создана Тревором в 2003 году вместе с барабанщиком Стивом Августином (также играет в Thousand Foot Krutch), гитаристом Джоном Баннером и басистом Джастином Смитом. Группа выпустила четыре студийных альбома.

## Другие проекты
МакНивен был соавтором и сопродюсером первого альбома группы Hawk Nelson — Letters to the President, и соавтором второго, третьего и четвертого альбомов: «Smile, It’s The End of the World», «Hawk Nelson Is My Friend» и «Live Life Loud». Также он является соавтором песни «Bring 'Em Out» из фильма «Твои, мои и наши», в котором выступала группа. Кроме того, снимался в клипе на песню «California» в качестве водителя джипа.
У Тревора есть своя собственная издательская компания под названием «Teerawk Music».
Кроме Thousand Foot Krutch и FM Static, он писал песни для таких исполнителей, как TobyMac, Hawk Nelson, Remedy Drive, Decyfer Down, Wavorly, Worth Dying For, Demon Hunter, KJ-52, Manafest, The Letter Black, Nine Lashes, Aliegh Baumhardt и многих других.

## Дуэты с другими исполнителями
| Песня(-и)                                               | Исполнитель        | Альбом                       | Год  |
| ------------------------------------------------------- | ------------------ | ---------------------------- | ---- |
| «This Movie»                                            | Three Days Grace   | Demo                         | 2000 |
| «Rise Up»                                               | KJ-52              | Collaborations               | 2002 |
| «Like a Racecar»                                        | Hawk Nelson        | Letters to the President     | 2004 |
| «Coffin Builder»                                        | Demon Hunter       | Summer of Darkness           | 2004 |
| «Skills»                                                | Manafest           | Epiphany                     | 2005 |
| «Impossible»                                            | Manafest           | Glory                        | 2006 |
| «Fearless (250 and Dark Stars)»                         | Falling Up         | Exit Lights                  | 2006 |
| «Run For Cover»                                         | KJ-52              | KJ-52 Remixed                | 2006 |
| «Ignition»                                              | TobyMac            | Portable Sounds              | 2007 |
| «So Beautiful», «Kick It»                               | Manafest           | Citizens Activ               | 2008 |
| «Let’s Go»                                              | KJ-52              | Five-Two Television          | 2009 |
| «Fire in the Kitchen», «Every Time You Run», «Renegade» | Manafest           | The Chase                    | 2010 |
| «Through Your Eyes»                                     | Worth Dying For    | Love Riot                    | 2011 |
| «Adrenaline»                                            | Nine Lashes        | World We View                | 2011 |
| «Fathom»                                                | Awaken             | Broken Circle                | 2012 |
| «Electric»                                              | Manic Drive        | VIP                          | 2014 |
| «Runaway»                                               | Vital Empire       | Now or Never                 | 2018 |
| «Come Back Home»                                        | Manafest           | Come Back Home               | 2019 |
| «Like Poison»                                           | Righteous Vendetta | Like Poison                  | 2019 |
| «Wait For Me»                                           | From Ashes to New  | Quarantine Chronicles Vol. 3 | 2021 |